# Красная Нива (Гомельская область)
Красная Нива (бел. Чырвоная Ніва) — посёлок в Брагинском районе Гомельской области Беларуси. В составе Маложинского сельсовета.

## География

### Расположение
В 12 км на юго-восток от Брагина, 40 км от железнодорожной станции Хойники (на ветке Василевичи — Хойники от линии Калинковичи — Гомель), 131 км от Гомеля.

### Гидрография
На востоке мелиоративные каналы.

## Транспортная сеть
Транспортные связи по просёлочной, затем автомобильной дороге Комарин — Брагин.
Планировка состоит из короткой прямолинейной улицы, близкой к широтной ориентации и застроенной двусторонне деревянными домами усадебного типа.

## История
Основан в начале 1920-х годов переселенцами из соседних деревень на бывших помещичьих землях. В 1931 году организован колхоз. В 1959 году в составе колхоза «XVIII партсъезд» (центр — деревня Кривча).
До 24 октября 2002 года в составе Кривченского сельсовета.

## Население

### Численность
- 2004 год — 28 хозяйств, 63 жителя

### Динамика
- 1930 год — 26 дворов 172 жителя
- 1959 год — 198 жителей (согласно переписи)
- 2004 год — 28 хозяйств, 63 жителя